# Arakel de Tabriz
Arakel de Tabriz (nascut a Tabriz poc després del 1590 i mort a Etchmiadzin el 1670) fou un historiador armeni. Fou religiós vardapet (sacerdot cèlibe) i abat del monestir de Yovhannavank. Després com a nunci del catolicós Philippos Albakeci va fer diverses missions a Esfahan, Urfa, Alep, Jerusalem i Atenes.
Junt amb Grigor de Kamax i Zakaria de Kanaker és un dels principals historiadors armenis del segle xvii. Va escriure una història acabada el 1662 que abraça el període 1602-1662.